# Перепёлкин, Николай Митрофанович
Никола́й Митрофа́нович Перепёлкин (10 февраля 1852 — после 1911) — инженер-механик, гласный Московской городской думы, председатель правления Московского кредитного общества. Председатель правления Первого общества железно-конных дорог. Статский советник.
В 1872 году с отличием окончил курс в Московском техническом училище. Преподавал механику в Комиссаровском техническом училище. Великим князем Константином Николаевичем был утвержден в звании члена соревнователя (экзаменатора) Совета Комиссаровского технического училища. Поступил на службу в Первое общество железно-конных дорог, где до выкупа предприятия городом занимал последовательно должности: помощника главного инженера, управляющего дорогами и председателя. В 1903 году был избран председателем правления Московского кредитного общества. Был членом наблюдательного комитета Московского общества взаимного от огня страхования. Как гласный Московской думы принимал участие во многих думских комиссиях, являлся представителем города в особом по городским делам присутствии и в попечительстве о народной трезвости. Был председателем и членом во многих филантропических учреждениях. По своим политическим убеждениям принадлежал к Союзу 17 октября, был членом ЦК (центрального комитета) этой партии. В Москве жил на Лесной улице в собственном доме.
Был председателем правления Первого общества железно-конных дорог. Участвовал в пуске первого в Москве трамвая.
Был почетным членом Попечительного совета Комиссаровского технического училища.

## Сочинения
- Доклад о работах весенней сессии Совета по делам местного хозяйства: В Моск. гор. думу / (Соч.) Н. М... (1908)
- К вопросу о выдаче концессий: (Зап. Н. М. Перепелкина, долож. в заседании Фин. комис. 24 мая 1911 г.... (1911)
- Очерки механических двигателей конно-железных дорог. 1882.

## Награды
- Орден Святого Станислава 2 степени (1897 год)
- Орден Святой Анны 3 степени (1894 год)
- Орден Святого Станислава 3 степени (1889 год) [1]
- Серебряная медаль на Fлександровской ленте в память Императора Александра III
- Серебряная медаль на Андреевской ленте в память священного коронования Императора Николая II (1896 год)